# Dirty Weaponry
Dirty Weaponry is het tweede studioalbum van het Amerikaanse hiphop collectief Killarmy, een groep die gelieerd is aan de Wu-Tang Clan. Het album piekte op een 40ste plek in de Amerikaanse Billboard 200 en stond op een 13e in de Top R&B/Hiphop Albums chart van Billboard.

## Tracklist
| #   | Nummer                                        | Producer     | Duur |
| --- | --------------------------------------------- | ------------ | ---- |
| 1.  | Galactics                                     | Mathematics  | 4:38 |
| 2.  | Allah Sees Everything featuring Killah Priest | 4th Disciple | 3:34 |
| 3.  | 5 Stages Of Consciousness                     | 4th Disciple | 4:37 |
| 4.  | Unite To Fight                                | 4th Disciple | 2:03 |
| 5.  | Murder Venue                                  | 4th Disciple | 3:48 |
| 6.  | Doomsday featuring Holocaust                  | 4th Disciple | 3:32 |
| 7.  | Red Dawn                                      | 4th Disciple | 3:48 |
| 8.  | The Shoot Out                                 | 4th Disciple | 2:23 |
| 9.  | Bastard Swordsman featuring Holocaust         | Mathematics  | 4:20 |
| 10. | Last Poet                                     | Russ Prez    | 3:28 |
| 11. | Serving Justice                               | 4th Disciple | 3:26 |
| 12. | Where I Rest At                               | 4th Disciple | 3:32 |
| 13. | Pain                                          | 4th Disciple | 4:06 |

## Singles
| Single information |
| --- |
| "Red Dawn" (Promo single) - Released: 1998 - Label: Wu-Tang/Priority Records - B-Side: "Where I Rest At"                  |
| "The Shoot Out" (Clean version) - Released: 1998 - Label: Wu-Tang/Priority Records - B-Side: "The Shoot Out" (LP version) |